# Cambridge Springs
Cambridge Springs est un borough situé au nord du comté de Crawford, en Pennsylvanie, aux États-Unis,. En 2010, il comptait une population de 2 595 habitants.

## Démographie
Lors du recensement de 2010, le borough comptait une population de 2 595 habitants. Elle est estimée, en 2019, à 982 habitants.

### Source de la traduction
- (en) Cet article est partiellement ou en totalité issu de l’article de Wikipédia en anglais intitulé « Cambridge Springs, Pennsylvania » (voir la liste des auteurs).